# Богдан А701
Богда́н А701 — сімейство міських 12-ти метрових українських низькопідлогових автобусів з колісною формулою 4x2, випущених Луцьким автомобільним заводом.

## Опис
Богдан-А701 - міський напівнизькопідлоговий автобус з несучим кузовом вагонної компоновки. Автобус являє собою дещо змінений CityLAZ-12, що виготовляється з 2004 року, оскільки багато працівників Львівського автобусного заводу перейшли працювати на Луцький автомобільний завод. Автобус оснащений різноманітними дизельними двигунами Iveco, Deutz, Cummins і автоматичними коробками передач. Підвіска передніх коліс - незалежна пневматична, задніх - залежна, пневматична.

## Модифікації
- Богдан-А70110 - міський автобус, базова модель. Це автобус великої місткості, який розрахований більше ніж на 100 пасажирів, з них 28 місць сидячих.[1] Всього виготовли 16 екземплярів автобуса.

- Богдан-А70111 - міський автобус. У машині встановлений двигуни Cummins ISDe285 40 (7,15 л, 285 к.с. (210 кВт)), що відповідає екологічним вимогам Євро-4.  У салоні автобуса розташовано 28 або 30 місць, в залежності від їх планування, а загальна пасажиромісткість автобуса становить 106 місць.[2]

- Богдан-А70112 - міський автобус. У машині застосовані двигуни Cummins ISB6.7E5285B (6,7 л, 285 к.с. (210 кВт)) або Deutz TCD2013 L06 4V (7,15 л, 290 к.с. (213 кВт)), що відповідають екологічним вимогам Євро-5.  У салоні автобуса розташовано 28 або 30 місць, в залежності від їх планування, а загальна пасажиромісткість автобуса становить 112 місць.[3]

- Богдан-А70130 - міський автобус з двигуном IVECO N60ENTC (5,9 л, 264 к.с.), що відповідає екологічним вимогам Євро-3. Автобус має салон на 106 місць (30 – для сидінь). Всього виготовли 4 екзкмпляри автобуса.

- Богдан-А70132 - міський автобус з двигуном IVECO NEF F4A-6 (5,9 л, 264 к.с.), що відповідає екологічним вимогам Євро-5.[4] Автобус має салон на 106 місць (30 – для сидінь). Всього виготовли 54 екзкмпляри автобуса.

- Богдан-А70190 - автобус для обслуговування аеропортів. В машині встановлений двигун DEUTZ BF 6M1013 ECP (7,15 л, 265 к.с.), що відповідає екологічним вимогам Євро-2. Автобус має салон на 114 місць (19 – для сидінь), 6 дверей з виходом на обидві сторони.[5]

- Богдан-А70522 - міський автобус оснащений гібридним дизель-електричним приводом послідовної дії. Всього виготовли 1 екзкмпляр автобуса.

- Богдан E701 - міський електробус оснащений електричним приводом. Це спільна розробка української корпорації «Богдан» і польської компанії URSUS, який був представлений в Польщі в кінці 2014 року, в січні 2015 року дні вийде на вулиці Любліна для випробувань.

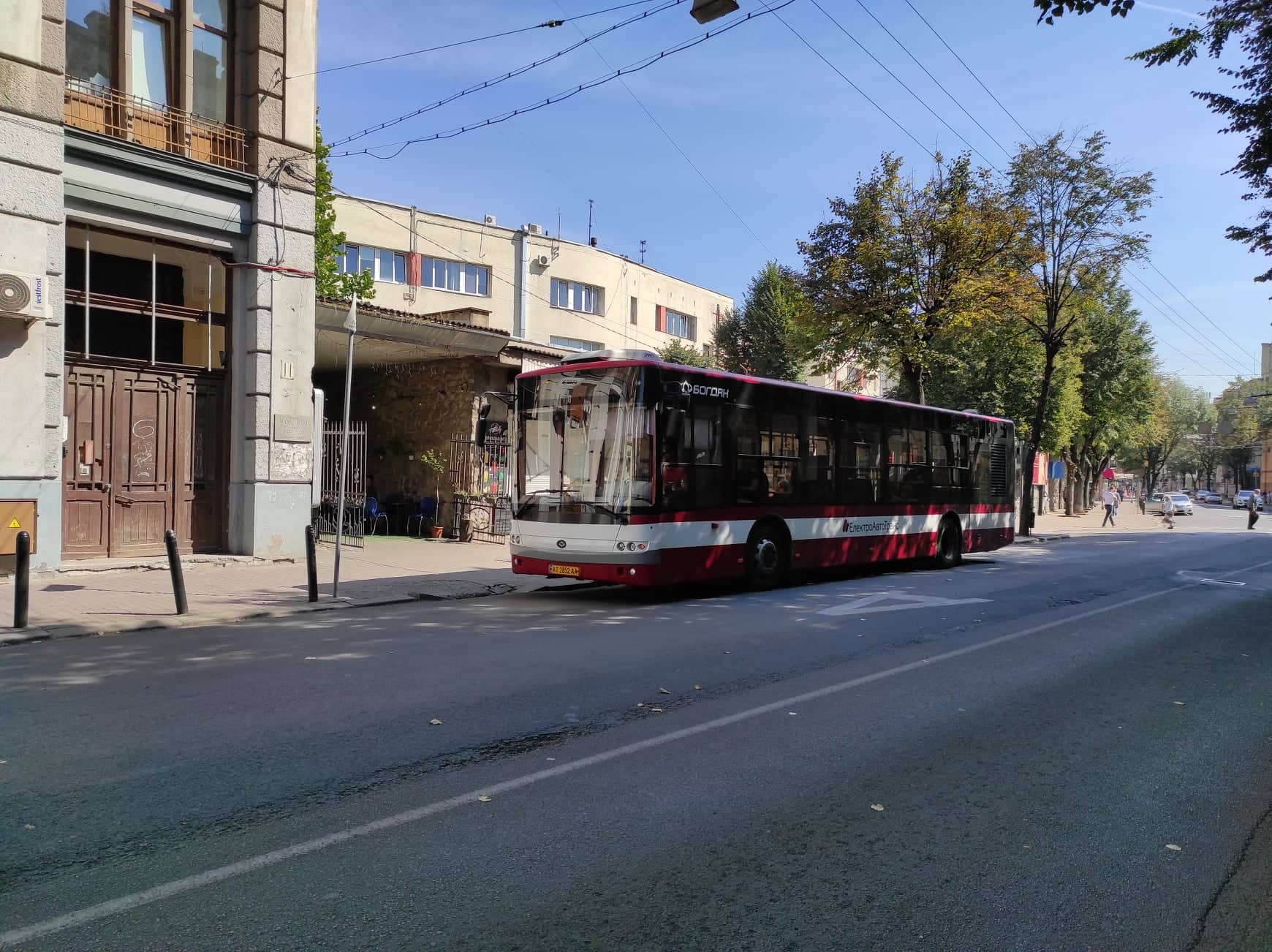
Богдан А70132 у Івано-Франкіську у 2021 році

## Конкуренти
- CityLAZ-12
- Електрон А185
- МАЗ 103
- МАЗ 203